# Aeropista de Punta Chivato
La Aerodromo de Punta Chivato (Código IATA:PCV, Designador AFAC:PCH) es un pequeño campo de aviación ubicado al norte de Punta Chivato en el Municipio de Mulegé, Baja California Sur, México. Cuenta con dos pistas de aterrizaje sin pavimentar una de 1280 metros de largo y 34 metros de ancho y la otra de 1000 metros de largo y 24 metros de ancho, también tiene una pequeña plataforma de aviación en la intersección de ambas pistas. Por sus características sólo opera aviación general y tiene permiso ante la Agencia Federal de Aviación Civil para operar hasta el año 2030.

## Accidentes e incidentes
- El 22 de junio de 1974 una aeronave Cessna 337 Skymaster con matrícula N2127X que realizaba un vuelo entre el Aeródromo de Mulegé y la Aeropista de Punta Chivato se estrelló mientras hacía su aproximación final cerca de Punta Chivato, matando a sus 4 ocupantes.[3][4]

- El 3 de noviembre de 2008 una aeronave Beechcraft 200 Super King Air con matrícula N200JL se estrelló poco tiempo después de despegar de la Aeropista de Punta Chivato, incendiándose y matando al piloto que se dirigía al Aeródromo de Bahía de Tortugas.[5][6]